# Lemnalia jukesii
Lemnalia jukesii är en korallart som beskrevs av Gray 1868. Lemnalia jukesii ingår i släktet Lemnalia och familjen Nephtheidae. Inga underarter finns listade i Catalogue of Life.